# Eilika van Saksen
Eilika Billung van Saksen (circa 1081 - 16 januari 1142) was prinses van Saksen en daarna gravin van Ballenstedt.

## Levensloop
Ze was de jongste dochter van hertog Magnus van Saksen en Sophia van Hongarije. Na de dood van haar vader erfde ze de heerschappij van de stad Werben en het paltsgraafschap Saksen binnen het hertogdom Saksen.
Rond het jaar 1095 huwde ze met Otto van Ballenstedt, graaf van Ballenstedt, uit de dynastie van de Ascaniërs. Met hem kreeg ze twee kinderen:
- Albrecht de Beer (1098-1170), vanaf 1138 hertog van Saksen.
- Adelheid (overleden in 1139), gehuwd met Hendrik II van Staden.

Met de dood van haar vader stierf de mannelijke lijn van de familie Billung uit. Via haar erfden de Ascaniërs heel wat bezittingen in het hertogdom van Saksen, waar ze vanaf dan een sterke invloed uitoefenden.

## Voorouders
| Voorouders van Eikika van Saksen | Voorouders van Eikika van Saksen                                             | Voorouders van Eikika van Saksen                                             | Voorouders van Eikika van Saksen                                 | Voorouders van Eikika van Saksen                                 | Voorouders van Eikika van Saksen                                  | Voorouders van Eikika van Saksen                                  | Voorouders van Eikika van Saksen                                              | Voorouders van Eikika van Saksen                                              |
| -------------------------------- | ---------------------------------------------------------------------------- | ---------------------------------------------------------------------------- | ---------------------------------------------------------------- | ---------------------------------------------------------------- | ----------------------------------------------------------------- | ----------------------------------------------------------------- | ----------------------------------------------------------------------------- | ----------------------------------------------------------------------------- |
| Overgrootouders                  | Bernhard II van Saksen (±990–1059) ∞ 1020 Eilika van Schweinfurt (1005-1059) | Bernhard II van Saksen (±990–1059) ∞ 1020 Eilika van Schweinfurt (1005-1059) | Olaf II van Noorwegen (995-1030) ∞ Astrid van Zweden (-)         | Olaf II van Noorwegen (995-1030) ∞ Astrid van Zweden (-)         | Vazul van Hongarije (975-1037) ∞ Katun van Bulgarije (-)          | Vazul van Hongarije (975-1037) ∞ Katun van Bulgarije (-)          | Mieszko II Lambert van Polen (990-1034) ∞ Richeza van Lotharingen (1000-1063) | Mieszko II Lambert van Polen (990-1034) ∞ Richeza van Lotharingen (1000-1063) |
| Grootouders                      | Ordulf van Saksen (1022-1072) ∞ Wulfhilde van Noorwegen (-1071)              | Ordulf van Saksen (1022-1072) ∞ Wulfhilde van Noorwegen (-1071)              | Ordulf van Saksen (1022-1072) ∞ Wulfhilde van Noorwegen (-1071)  | Ordulf van Saksen (1022-1072) ∞ Wulfhilde van Noorwegen (-1071)  | Béla I van Hongarije (1016-1063) ∞ Richezza van Polen (1018-1059) | Béla I van Hongarije (1016-1063) ∞ Richezza van Polen (1018-1059) | Béla I van Hongarije (1016-1063) ∞ Richezza van Polen (1018-1059)             | Béla I van Hongarije (1016-1063) ∞ Richezza van Polen (1018-1059)             |
| Ouders                           | Magnus van Saksen (1045-1106) ∞ Sophia van Hongarije (1044-1095)             | Magnus van Saksen (1045-1106) ∞ Sophia van Hongarije (1044-1095)             | Magnus van Saksen (1045-1106) ∞ Sophia van Hongarije (1044-1095) | Magnus van Saksen (1045-1106) ∞ Sophia van Hongarije (1044-1095) | Magnus van Saksen (1045-1106) ∞ Sophia van Hongarije (1044-1095)  | Magnus van Saksen (1045-1106) ∞ Sophia van Hongarije (1044-1095)  | Magnus van Saksen (1045-1106) ∞ Sophia van Hongarije (1044-1095)              | Magnus van Saksen (1045-1106) ∞ Sophia van Hongarije (1044-1095)              |
| Eilika van Saksen (1081-1144)    |                                                                              |                                                                              |                                                                  |                                                                  |                                                                   |                                                                   |                                                                               |                                                                               |